# Tierstein mit Hangwald und Egerquelle
Tierstein mit Hangwald und Egerquelle este o arie protejată (sit de importanță comunitară — SCI, arie de protecție specială avifaunistică — SPA) din Germania întinsă pe o suprafață de 2,77 ha, integral pe uscat.

## Localizare
Centrul sitului Tierstein mit Hangwald und Egerquelle este situat la coordonatele 48°51′29″N 10°18′13″E / 48.8581°N 10.3036°E.

## Înființare
Situl Tierstein mit Hangwald und Egerquelle a fost declarat arie de protecție specială avifaunistică în martie 2001 pentru a proteja 2 specii de animale. Situl a fost protejat și ca sit de importanță comunitară în martie 2001.

## Biodiversitate
Situată în ecoregiunea continentală, aria protejată nu include niciun habitat protejat.
La baza desemnării sitului se află mai multe specii protejate de  păsări (2): buha (Bubo bubo), Falco peregrinus peregrinus